# Epicyrtica metallica
Epicyrtica metallica es una especie de lepidóptero perteneciente a la familia Noctuidae. Es originaria de Australia.

## Sinonimia
- Bryophila metallica Lucas, 1898
- Cyclophora aridoxa Turner, 1931